# Bárczy István
Bárczy István László, születési és 1898-ig használt nevén Sacher István (Pest, 1866. október 3. – Budapest, 1943. június 1.) jogász, politikus, Budapest polgármestere, majd főpolgármestere.

## Pályafutása
A polgári származású Sacher Gusztáv (1825–1897), székesfővárosi főreáliskolai tanár, és a nemesi származású bárciházi Bárczy Berta (1836–1922) fia. Anyai nagyszülei bárciházi Bárczy Gáspár (1782–1851) és csicseri Ormos Honoráta (1792–1870) voltak. A budapesti egyetemen szerzett jogi végzettséget, majd 1889-től a fővárosnál dolgozott. A Budapest, IX. kerületi Szent István Közgazdasági Szakközépiskola és Kollégium tanára volt 1894-től 1901-ig. 1901–1906 között Budapest Székesfőváros közgyűlésének Közoktatási Ügyosztály vezetője volt, és a nevéhez fűződik a főváros iskolarendszerének újjászervezése; valamint az óvodai és elemi iskolai napközi otthon bevezetése. Megalapította a fővárosi Pedagógiai Szemináriumot, valamint a Népművelés című folyóiratot, amelynek szerkesztője is volt 1901–1918 között.
Az 1906-os választásokat követően felállt új közgyűlés június 19-én Budapest polgármesterévé választotta. Polgármestersége alatt kerültek köztulajdonba a gáz- és az elektromos művek, illetve a villamosvasút. Városfejlesztési programja alapján számos iskola, lakás, szociális és kulturális intézmény épült.
Mandátuma lejártakor, 1918. április 10-én főpolgármesterré választották, ezzel egy időben pedig főrendiházi taggá nevezték ki. A harmadik Wekerle-kormány lemondását követően Bárczy neve is felmerült, mint lehetséges új miniszterelnöké, ezzel kapcsolatban többször is járt királyi kihallgatáson, a választás azonban végül nem rá, hanem Hadik Jánosra esett. A bekövetkezett őszirózsás forradalom miatt 1919 januárjában Bárczy lemondott főpolgármesteri és minden politikai tisztségéről.

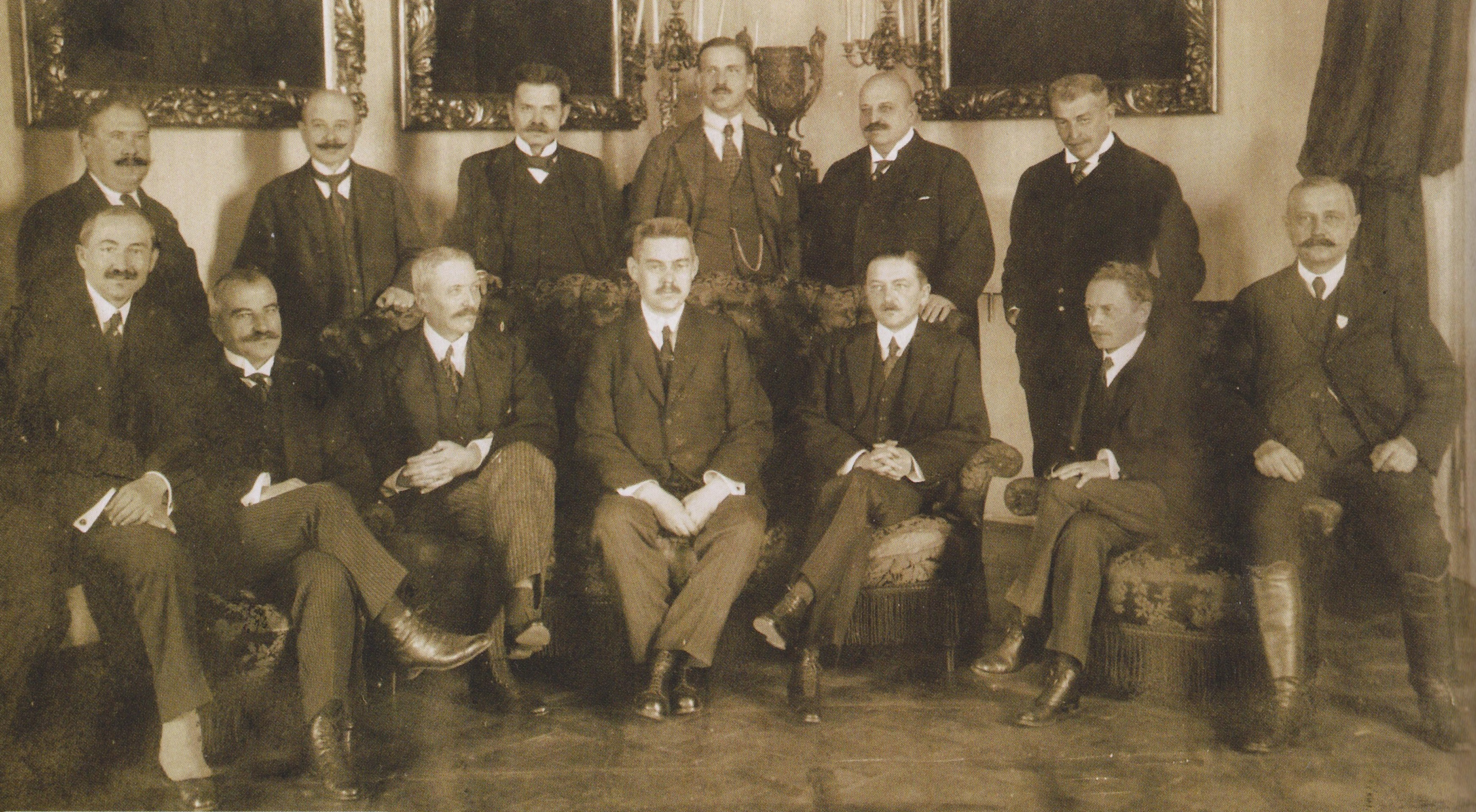
Bárczy István a Huszár-kormány tagjaként. A hátsó sorban jobbról az első

A Magyarországi Tanácsköztársaság bukása után, 1919. november 25-étől 1920. március 14-éig a Friedrich-, illetve a Huszár-kormány igazságügy-miniszteri posztját töltötte be. 1920 és 1931 között országgyűlési képviselő is volt. Előbb a Vázsonyi-féle Nemzeti Demokrata Polgári Párt színeiben (melynek vezetőségi tagja is volt 1921-es kilépéséig), majd függetlenként, különböző liberális listákról szerzett mandátumot.
Az 1922-es választások kampánya során, április 3-án az Erzsébetvárosi Demokrata Körben (Dohány utca 76.) tiszteletére rendezett vacsorán az Ébredő Magyarok Egyesületén belül működő, ún. vérbíróság tagjai bombát robbantottak – amit Bárczy csak azért tudott elkerülni, mert késve érkezett a helyszínre.

## Emlékezete
- Budapest Belvárosában utca, Kispest Wekerletelepén, pedig tér viseli a nevét.
- A Bárczy István-díjat 2010 óta kapják pedagógusnapon a főváros közoktatási- és gyermekvédelmi intézményei hosszú éveken át odaadóan munkálkodó dolgozói közül legfeljebb 25-en.
- Alakja említés szintjén felbukkan Kondor Vilmos magyar író Budapest noir című bűnügyi regényében.

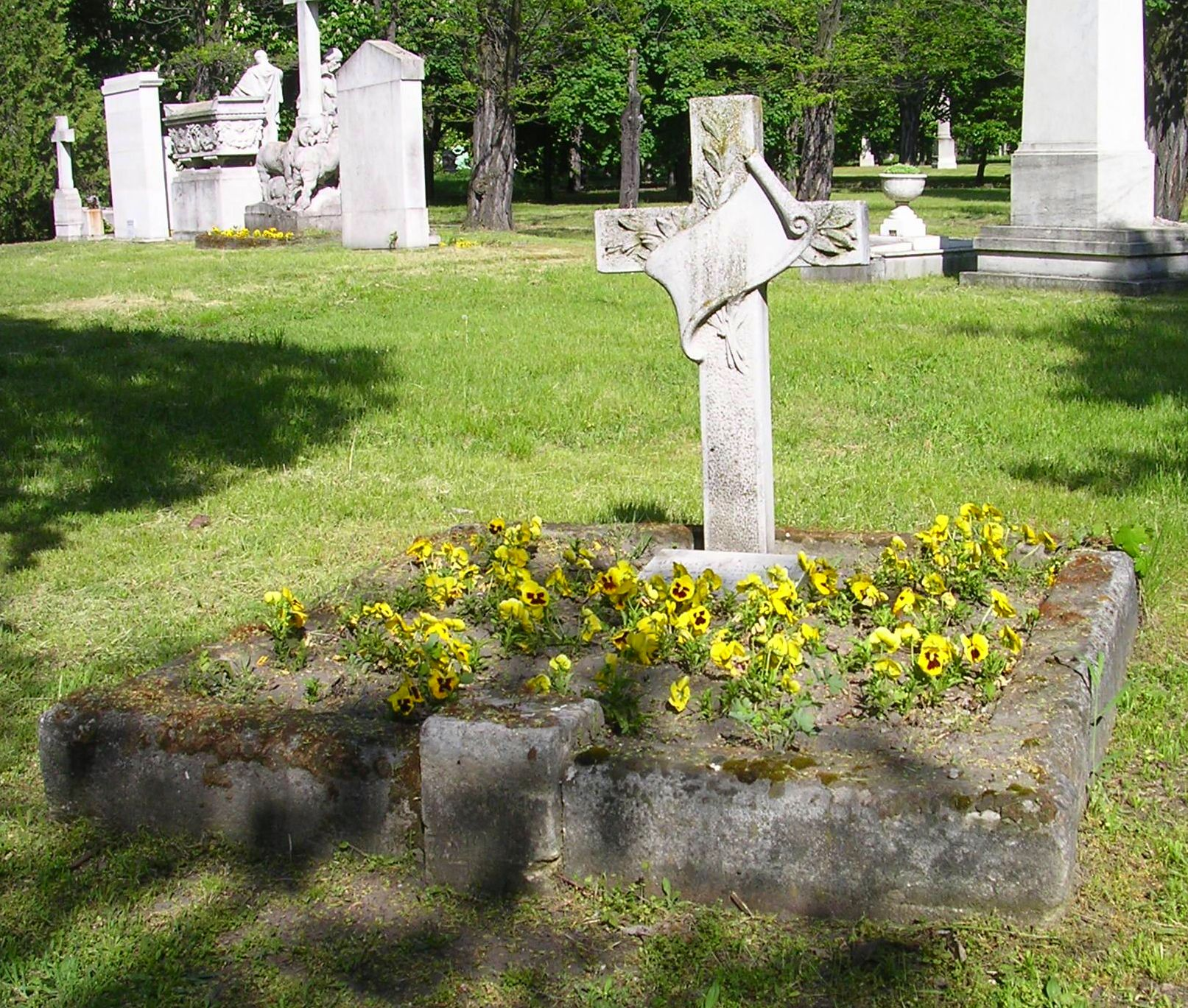
Sírja a Fiumei úti sírkertben (10/1-1-24)